# 지노 로세티
지노 로세티(이탈리아어: Gino Rossetti ˈdʒiːno rosˈsetti[*]; 1904년 11월 7일, 리구리아 주 라 스페치아 ~ 1992년 5월 15일, 피에몬테 주 토리노)는 이탈리아의 전 축구 감독이자 축구 선수로, 현역 시절 공격수로 활약했다. 그는 토리노 소속이던 1928-29 시즌에 36골을 기록해 단일 시즌 이탈리아 리그 공동 최다골 기록을 보유했다. 그는 1928년 하계 올림픽에 이탈리아 선수단 일원으로 참가해 동메달을 목에 걸었고, 1927-30년 중부 유럽 선수권 대회에서 득점왕과 대회 우승을 차지했다.

## 클럽 경력

### 스페치아
로세티는 처음에 좌측을 맡았는데, 1919-20 시즌에 비르투스 스페치아에서 프리마 카테고리아 경기에 15세의 나이로 출전했다. 1년 후, 그는 당시 2부 리그에 속한 스페치아에서 활약하기 시작했다. 1923-24 시즌에 2경기를 남기고, 그는 토리노와의 안방 경기에서 결승골을 기록했다. 이 경기는 주심이 관중 문제로 몇 차례 중단하기도 했다. 피에몬테 연고 구단의 항의가 접수되어 선수단의 승리로 처리되면서, 대회 결선 이후 승리로 처리되었는데, 당시 탈락한 토리노 없이 결선이 진행되었다.

### 토리노
로세티는 이후 토리노로 이적하여, 1926-27 시즌(이후 박탈)과 1927-28 시즌의 우승에 일조했고, 전자의 시즌에 19골(B조에서 17골, 결선에서 2골)을 기록했고, 후자의 시즌에는 23골(A조에서 14골, 결선에서 9골)을 넣었다. 아돌포 발론치에리와 율리오 리보나티와 함께 "불가사의의 삼각편대"를 구성해 토리노의 1920년대 막강한 공격진을 책임졌다.
1928-29 시즌, 토리노는 볼로냐와의 결선에서 패했는데, 이 시즌에 토리노는 33번의 경기에서 117골을 퍼부었다.(이 중 115골을 예선 30경기에서, 결선 3경기에서 2골을 기록했다) 로시티는 이 시즌을 30경기 출전 36골로 마감하면서 이탈리아 리그 단일 시즌 최다 득점 기록을 세웠고, 이 기록은 아르헨티나의 곤살로 이과인이 세리에 A 2015-16 시즌에 어깨를 나란히했다.
그는 1933년까지 토리노에서 활약하면서 212번의 리그 경기에 출전해 134골을 기록했다.

## 국가대표팀 경력
그는 동메달을 획득한 1928년 하계 올림픽의 이탈리아 축구 선수단 일원이었다. 그는 1927-30년 중부 유럽 선수권 대회에서 우승과 득점왕을 동시에 석권했다.

## 사생활
그의 형 주세페도 축구 선수로 활약했으며, "로세티 1호"(Rossetti I)로 불린 주세페와 구분하기 위해 지노 로세티는 "로세티 2호"(Rossetti II)로 불렸다.

## 수상

### 클럽
토리노
- 디비시오네 나치오날레: 1927–28

### 국가대표팀
이탈리아
- 중부 유럽 선수권 대회: 1927-30
- 하계 올림픽 동메달: 1928

### 개인
- 디비시오네 나치오날레 득점왕: 1928–29 (36골)
- 중부 유럽 선수권 대회 득점왕: 1927–30 (6 goals)